# 傑克 (動物森友會)
傑克（日语： Jakku）是《集合啦！動物森友會》系列中的角色，首次出現在2020年發行的《集合啦！動物森友會》中，並且在2017年的手機遊戲《動物森友會：口袋露營廣場》中也有更新。他是一隻擬人化的貓咪，可能會出現在《集合啦！動物森友會》玩家的島嶼上，並隨後被招募為島上的村民。他也出現在《集合啦！動物森友會》的漫畫改編中，並且有以他為主題的周邊商品，包括貼紙、磁鐵和絨毛玩具。
自首次揭露以來，他便獲得了粉絲的追捧，這在《集合啦！動物森友會》發行後更是增長。他是遊戲中需求量最大的村民之一，部分原因是他是新角色，最初無法通過Amiibo卡片或玩具獲得，後來於2021年推出動物森友會Amiibo卡牌第五彈後才可以通過並獲得。其他使他受歡迎的因素包括他的個性、外貌，以及願意穿上女僕裝，這使他在LGBT社群中受到喜愛。
他的受歡迎程度達到了一個水平，促使粉絲創建了如Nookazon和nook.market等網站，玩家可以在這些網站上購買、出售和交易村民，傑克和擬人化的松鼠小潤（英語：Marshal）一起成為最受歡迎的角色之一。這使得他在遊戲內貨幣和物品，以及真實貨幣的交易中，價格飆升。部分玩家對傑克的強烈依戀也引發了一些反彈。

## 概念與創作
傑克和《集合啦！動物森友會》中的其他村民一樣，是以讓玩家「與他們互動並觀察他們的行為」為設計意圖的。傑克與所有貓咪村民有著相似的輪廓基礎，這樣設計是為了確保玩家能夠輕鬆辨認他們是貓咪。此外，這樣的設計也讓玩家能夠想像他們是哪種類型的貓咪。傑克擁有自己的獨特紋理，雖然設計師表示他們會注意不要讓每位村民過於突出。這種方法使設計師能夠在貓咪設計上發揮創意，同時保持他們能夠被辨識為貓咪。設計師接著為村民賦予各種特徵、行為和個性；在這個例子中，傑克擁有「傲慢」的個性類型，這是多種可用個性類型之一。 他對玩家既友善，又會「炫耀自己有多酷和好看」。這種個性類型是遊戲中第二稀有的，而傑克是唯一的傲慢貓咪村民。傑克穿著背心、領帶，佩戴黑色眼鏡，擁有一撮金髮，並且有異色瞳。

## 出現
傑克首次出現在2020年的《集合啦！動物森友會》中，之後作為更新被加入到2017年的《動物森友會：口袋露營廣場》中。 他最初是在Twitter帳號Crossing Channel上公開的，這是一個與任天堂有過合作的第三方動物森友會粉絲帳號。 傑克是數百名可以成為玩家島嶼居民的村民之一，玩家的島嶼是《集合啦！動物森友會》的主要場景。 他可以在遊戲開始時獲得，通過神秘島嶼之旅，或讓他訪問島上的露營地來取得。 他也出現在漫畫《集合啦！動物森友會：荒島日記》中，該漫畫中他更加自戀，並展現了在視頻遊戲中沒有的特徵。 與其他村民一樣，玩家可以通過與傑克交談和送禮來與他互動。.

## 反響與宣傳

傑克願意穿女僕裝，這促進了他受歡迎的程度，特別是在LGBT社群

傑克已獲得多款官方周邊商品，包括《動物森友會》角色貼紙和磁鐵的套裝。  他也被包含在一系列娃娃和絨毛玩具中，如Flocky Doll套裝和All Star Collection。 雖然傑克的Amiibo卡片最初並未提供，但後來的《動物森友會》Amiibo卡片套裝中包含了他的卡片。 隨著《動物森友會》樂高套裝的宣布，傑克的小型人偶成為粉絲們熱門的要求之一。
傑克在首次揭露後迅速發展出一批粉絲。VG247的作家Nadia Oxford將他認定為《集合啦！動物森友會》中的突出角色。 他在《集合啦！動物森友會》發行後持續受歡迎，被視為遊戲中最優秀的村民之一。根據GameSpot和Tumblr品牌推廣主管Amanda Brennan的說法，他是Tumblr上最受歡迎的角色之一，粉絲內容非常豐富。 Brennan指出，傑克在《動物森友會》粉絲群體之外也很受歡迎。 他也出現在由用戶製作的Tumblr sexymen選手賽中，這個標籤指的是那些被認為狡黠或邪惡的虛構角色。 Mary Sue的作家Jack Doyle讚揚了傑克的「性感」元素，如他的服裝、異色瞳、調皮、願意穿女僕裝，以及傲慢的個性。 他在Twitter上的受歡迎程度包括粉絲藝術、角色扮演以及來自《集合啦！動物森友會》的片段。一段他穿著女僕裝演奏手鼓的視頻使他獲得了更多的關注，包括來自LGBT社群的支持。《動物森友會》粉絲群體認為他是雙性戀，因為他對玩家無論性別都非常親密。 他對女僕裝的特別喜愛也增加了他的受歡迎程度。 Fami通編輯Yumin17表示，她對《集合啦！動物森友會》的興趣部分來自於傑克，她回憶說她每天都給他寫情書、送禮物並造訪他。 Fanbyte的作家Natalie Flores發現，在查看了“熱情粉絲”的推文後，傑克對她變得更具吸引力。Flores將這種受歡迎程度歸因於多個方面，包括擁有不尋常的個性類型和成為遊戲中唯一的傲慢貓咪。
粉絲創建的網站，如Nookazon和nook.market，被NME形容為「黑市」，玩家可以在這些網站上交易《集合啦！動物森友會》的資源，包括村民，使用遊戲內貨幣或Nook Miles票券（NMT）。 賣家需要通過使村民感到厭煩，讓他們決定離開當前的島嶼，這被稱為「在打包中」，來出售村民。然後，賣家會將島嶼開放給買家，買家則將遊戲內貨幣放在地上，以便進入村民的房子並邀請他到自己的島嶼。「傑克在打包中」(Raymond in boxes)這個短語成為了《動物森友會》社群中的一個迷因。 曾經，nook.market的運營者聲稱，半數的查詢與傑克有關，nook.market和Nookazon都表示他是最受歡迎的村民。 傑克的遊戲內照片也曾在這些網站上出售。 一些玩家使用eBay購買真實貨幣以獲得遊戲內貨幣，從而能夠負擔傑克。除了支付方式外，YouTube頻道Crunchy Island設立了一個受Nathan For You啟發的迷宮比賽。 傑克特別受到粉絲關注，這在於他沒有可用的Amiibo卡片或玩具，因此只能隨機獲得。在這種經濟中，傑克是最受歡迎的村民之一，與同樣是傲慢型且顏色中立的村民Marshal競爭。 他各種特徵，尤其是外貌、對粉絲創作的興趣和願意穿上女僕裝，都促成了他在這個市場中的受歡迎程度。
儘管傑克非常受歡迎，但仍然遭遇了一些反彈，導致一些玩家通過將搬走，不讓其他玩家將他帶到自己的村莊，來刪除傑克。他們會在網上發佈相關內容以惹惱他人。人們也會發佈「傑克在打包中」的迷因，將傑克畫入盒子中或用Photoshop製作此類圖片，或對他提出荒謬的價格。 某些事件，例如eBay上將傑克標價為1000美元（遠超市場價）和有人發帖說某人不「值得」擁有傑克，導致了對傑克的「越來越多的反彈」。 騙局也是一個重大問題，例如有些人提供僅僅觀看傑克的機會的詐騙行為。 作家Patricia Hernandez將這種反彈歸因於對傑克的「疲憊感」，以及對那些想要傑克的人的「失控」行為的批評。 對於傑克的受歡迎程度，YouTuber PokéNinja決定使用存檔編輯器免費提供傑克，他可以創建包含傑克的遊戲存檔。根據Polygon的報導，他這樣做是因為作為一位父親，他覺得這樣做「非常錯誤」，他寫道：「我不禁想像這些孩子們乞求父母為他們獲得遊戲中最受歡迎的村民，我知道現在有許多父母（尤其是現在）根本無法負擔這樣的開支。」玩家曾試圖給予遊戲內貨幣或物品，但他拒絕了。這促使PokéNinja創建了一個名為ACVillagerHaven的服務，旨在通過免費提供任何村民來消除「動物森友會黑市」的需求。